# Stazione di Cuccurano
La stazione di Cuccurano è stata una stazione ferroviaria posta lungo la ferrovia Fano-Urbino, a servizio di Cuccurano, frazione di Fano.

## Storia
La stazione venne inaugurata il 25 aprile 1915 insieme alla tratta Fano-Fossombrone della ferrovia Fano-Urbino.
Il 1º gennaio 1933 fu chiusa al traffico ferroviario (R.D.L. 14 ottobre 1932 n. 1496) sostituito da un autoservizio della Società Anonima Servizi Automobilistici Pesaro Urbino Macerata Feltria (SAPUM).
Con l'assunzione del servizio ferroviario da parte delle Ferrovie dello Stato, l'8 maggio 1942 avvenne la riattivazione di corse dirette da Pesaro ad Urbino.
Nel 1944, durante il secondo conflitto mondiale, la linea Fano-Urbino venne seriamente danneggiata dall'esercito tedesco in ritirata. Al termine del conflitto, la fermata venne riattivata il 7 novembre 1948 contestualmente con la tratta Fano-Fossombrone.
Continuò il suo esercizio fino alla chiusura della linea avvenuta il 31 gennaio 1987.

## Strutture e impianti
La stazione è composta da un fabbricato viaggiatori e da due binari. Ad aprile 2016 la stazione è stata adibita a un centro ricreativo della vicina parrocchia.